# منر لردز
مَنِر لُردز (به انگلیسی: Manor Lords) یک بازی ویدئویی شهرسازی در قرون وسطی و تاکتیک هم‌زمان است که توسط گرگ استیچن از اسلاویک مجیک توسعه یافته و به‌وسیلهٔ هودد هورس منتشر شده است. مورد انتظارترین بازی استیم پس از انتشار، با بیش از سه میلیون لیست علاقه‌مندی، در تاریخ ۲۶ آوریل ۲۰۲۴ به صورت دسترسی زودهنگام عرضه شد.
گرگ استیچن خالق و تنها توسعه دهندهٔ منر لردز از طریق استودیوی خود اسلاویک مجیک بود که توانسته از صفر تا صد این عنوان را به تنهایی بسازد، و در سال‌های اولیه تا حدودی از طریق کمک‌های مالی پاترئون تأمین می‌شد. این بازی در ابتدا قرار بود در اواخر سال ۲۰۲۳ منتشر شود، اما عرضهٔ آن به سال بعد به تعویق افتاد، زیرا استیچن احساس کرد که بازی نیاز به رفع مشکلات و بهبود بخشیدن بیشتری دارد..

## گیم پلی
داستان بازی در اواخر قرن چهاردهم در فرانکونی روایت می‌شود، مَنِر لُردز یک بازی شهرسازی است که شامل جنگ تاکتیک هم‌زمان نیز می‌شود. سه حالت مختلف بازی، با عنوان‌های Rise to Prosperity , :Restoring the Peace و On the Edge، با جنبه‌هایی که روی آن‌ها تمرکز می‌کنند متمایز می‌شوند: Rise to Prosperity و On the Edge به ترتیب بر رشد از طریق شهرسازی و فتح از طریق جنگ تأکید می‌کنند. در حالی که بازگرداندن صلح تجربه متعادل‌تری می‌دهد. این بازی درجه‌ای از قابلیت سفارشی‌سازی را ارائه می‌دهد که بازیکنان می‌توانند مقادیر درون بازی مانند موقعیت شروع و تهدیدات خارج از نقشه را تنظیم کنند.
جنبه‌های شهرسازی بر گسترش یک سکونتگاه کوچک در ابتدا از طریق جمع‌آوری منابع، مدیریت زنجیره تأمین و گسترش شبکه‌های تجاری تمرکز می‌کنند، در حالی که تهدیدات انسجام داخلی شهرک را نیز مدیریت می‌کنند. تأکید بازی بر دقت تاریخی عمیق به این معنی است که بازیکنان باید شش نوع مالیات را مدیریت کنند و رشد سریع را با اثرات زیست‌محیطی مانند آب و هوا و احتمال تخریب محیطی از جمله دگرگونی سرزمین و جنگل‌زدایی متعادل کنند. منر لردز، که معمولاً از طریق یک پرسپکتیو ایزومتریک از بالا به پایین مشاهده می‌شود، همچنین دارای ویژگی است که به بازیکنان امکان می‌دهد با استفاده از حالت دوربین سوم شخص، محل زندگی خود را کشف کنند.

## توسعه
گرگ استیچن خالق و توسعه دهنده انفرادی منر لردز به‌وسیلهٔ استودیوی خود اسلاویک مجیک است. در سال‌های اولیه، بودجه توسعه تا حدی از طریق کمک‌های مالی به پاترئون تأمین می‌شد. در سال ۲۰۲۱، استیچن همچنین از طریق برنامه Epic MegaGrants از اپیک گیمز کمک مالی دریافت کرد. این بازی در ابتدا با آنریل انجین ۴ ساخته شد.
استیچن با انتشار یک تریلر اعلامی در ژوئیه ۲۰۲۰، در ابتدا قصد داشت این بازی ۱۴۰۰۰ بار در استیم در لیست علاقه‌مندی‌ها قرار گیرد. با این حال، انتظارات به‌طور پیوسته افزایش یافت، و منر لردز بیش از دو میلیون بار تا ژانویه ۲۰۲۴ در لیست آرزوها قرار گرفت، کمی قبل از انتشار از هادس ۲ پیشی گرفت و با بیش از سه میلیون در استیم، به پرطرفدارترین بازی در استیم تبدیل شد.
این بازی در ابتدا قرار بود در اواخر سال ۲۰۲۳ منتشر شود، اما به سال بعد به تعویق افتاد زیرا استیچن احساس می‌کرد که به «اشکال و اصلاح بیشتر» نیاز دارد. منر لردز برای دسترسی زودهنگام در ۲۶ آوریل ۲۰۲۴ منتشر شد. استیچن یک هفته قبل از انتشار بیانیه‌ای منتشر کرد که سعی داشت انتظارات را کم کند، و تأکید کرد که راه‌اندازی دسترسی زودهنگام بود، و منر لردز اولین بازی بود که او توسعه داده بود. و اینکه قرار نبود رقیبی برای جنگ تمام‌عیار یا بازی‌های نقش‌آفرینی مانند Kingdom Come: Deliverance باشد.
در ژوئن ۲۰۲۴ اعلام شد که منر لردز به آنریل انجین ۵ تغییر خواهد کرد و این سوئیچ تا ۲۲ اوت در نسخه ۰٫۷٫۹۸۷ تکمیل شد.

## بازتاب‌ها
استقبال از دموی بازی، مانند نمونه ای که در پیش نمایش ایکس‌باکس گیم استودیوز Partner در اواخر اکتبر ۲۰۲۳ به نمایش گذاشته شد، بسیار مثبت بود، و به ویژه در مورد ماهیت پیچیده بازی تمجید شد. مت جارویس از راک، پیپر، شات‌گان جنبه‌های مختلف آن را با فرنچایزهای اصلی پادشاهان صلیبی، جنگ تمام‌عیار و عصر فرمانروایان مقایسه کرد و آن را «بسیار جاه طلبانه» و «پر از پتانسیل» نامید. این بازی به دلیل درجه نسبتاً بالای دقت تاریخی آن مورد توجه قرار گرفته است. با این حال، استیچن در مصاحبه‌ها بیان کرده است که در برخی موارد ملاحظات گیم پلی جای نگرانی‌های دقیق تاریخی را گرفته است.